# Achain
Achain là một xã trong vùng Grand Est, thuộc tỉnh Moselle, quận Château-Salins, tổng Château-Salins. Tọa độ địa lý của xã là 48° 54' vĩ độ bắc, 06° 35' kinh độ đông. Achain có điểm thấp nhất là 227 mét và điểm cao nhất là 330 mét. Xã có diện tích 4,79 km², dân số vào thời điểm 2004 là 91 người; mật độ dân số là 19 người/km².

## Thông tin nhân khẩu
| 1962 | 1968 | 1975 | 1982 | 1990 | 1999 |
| ---- | ---- | ---- | ---- | ---- | ---- |
| 76   | 97   | 89   | 79   | 95   | 95   |